# Gree Electric
Gree Electric Appliances Inc. din Zhuhai este un producător chinez de aparate electrocasnice cu sediul central în Zhuhai, provincia Guangdong. Este cel mai mare producător de aer condiționat din lume. Compania oferă două tipuri de aer condiționat: aparate de aer condiționat de uz casnic și aparate de climatizare comerciale. Compania produce, de asemenea, ventilatoare electrice, dozatoare de apă, radiatoare electrice, mașini de gătit orez, purificatoare de aer, fierbătoare electrice, umidificatoare și plite cu inducție, pe lângă alte produse. Distribuie produsele sale în China și în străinătate sub numele de brand Gree.

## Legături externe
- Site oficial
- - Site web partener oficial Romania